# Флаг Бранденбурга
Флаг Бранденбурга — официальный символ федеральной земли Бранденбург. Представляет собой полотнище соотношением сторон 3:5 с двумя равными по ширине горизонтальными полосами красного и белого цвета с гербом Бранденбурга — красным орлом на белом щите — в середине. Принят в 1991 после объединения Германии.

## История
Нынешняя территория Бранденбурга и историческое маркграфство Бранденбург были центром формирования королевства Пруссия и Германской империи. Традиционные цвета Бранденбурга и гербовая фигура — орёл — были приняты в X веке Геро I Железным. Они же представляли Бранденбург в составе Пруссии. Красный и белый цвета легли в основу флага Бранденбурга, принятого в 1945, однако после упразднения земель в ГДР этот флаг из двух красных полос с более тонкой белой полосой между ними перестал использоваться. Традиционные цвета вновь стали официальными символами Бранденбурга после воссоединения Германии.